# 太平湖 (新街口)

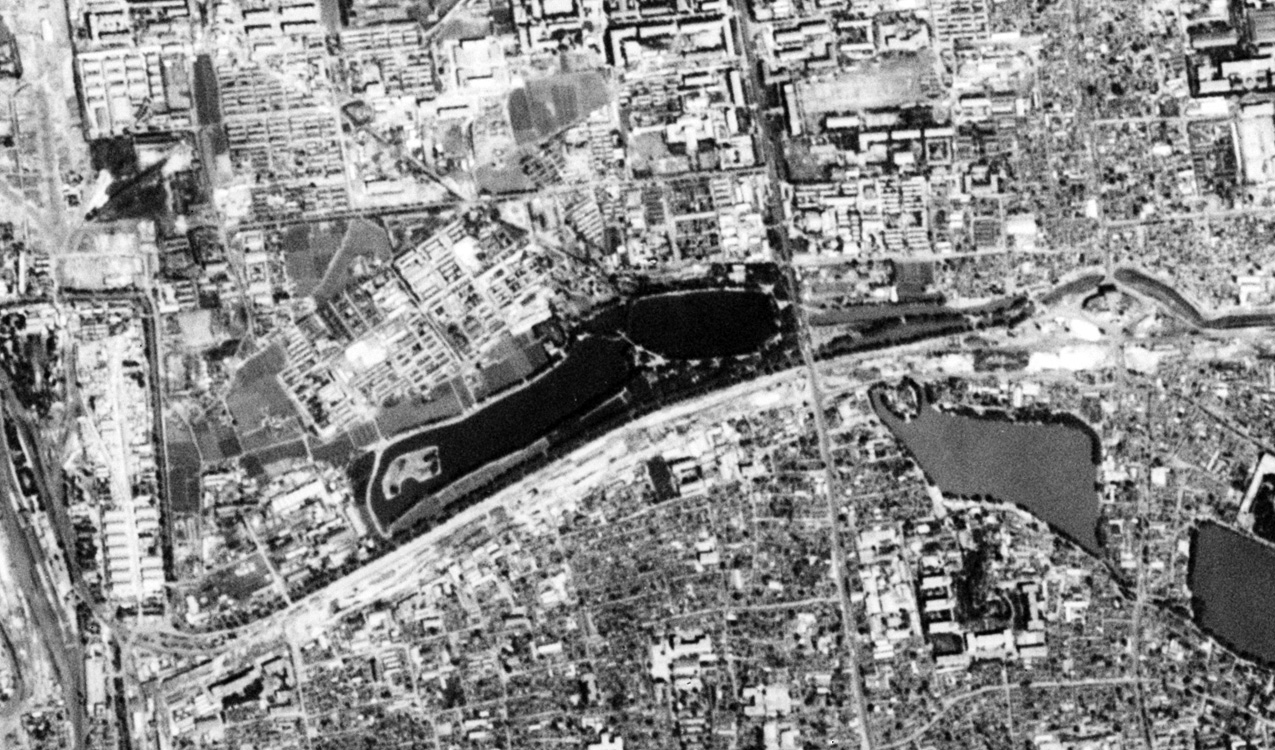
1967年9月20日CORONA间谍卫星拍摄的太平湖。

太平湖是原位于中华人民共和国北京市新街口外的一处湖泊，现已无存。其位于海淀区东南部，东至新街口外大街，西到小村，北至索家坟，南邻德胜门西大街。

## 历史
新街口外的太平湖原为与积水潭相连一体的自然水面，曾经是京城重要的水道，元代称「泓亭」。明代改筑大都，将此地隔于城外西北角，成为湖沼。此小湖泊由永定河故道冲刷而成，类似什刹海。其水面逐渐缩减，到清代已经成为独立的湖泊了。清末，一贡姓大户于此地经营芦苇制品，始称为「（贡姓）苇塘」。

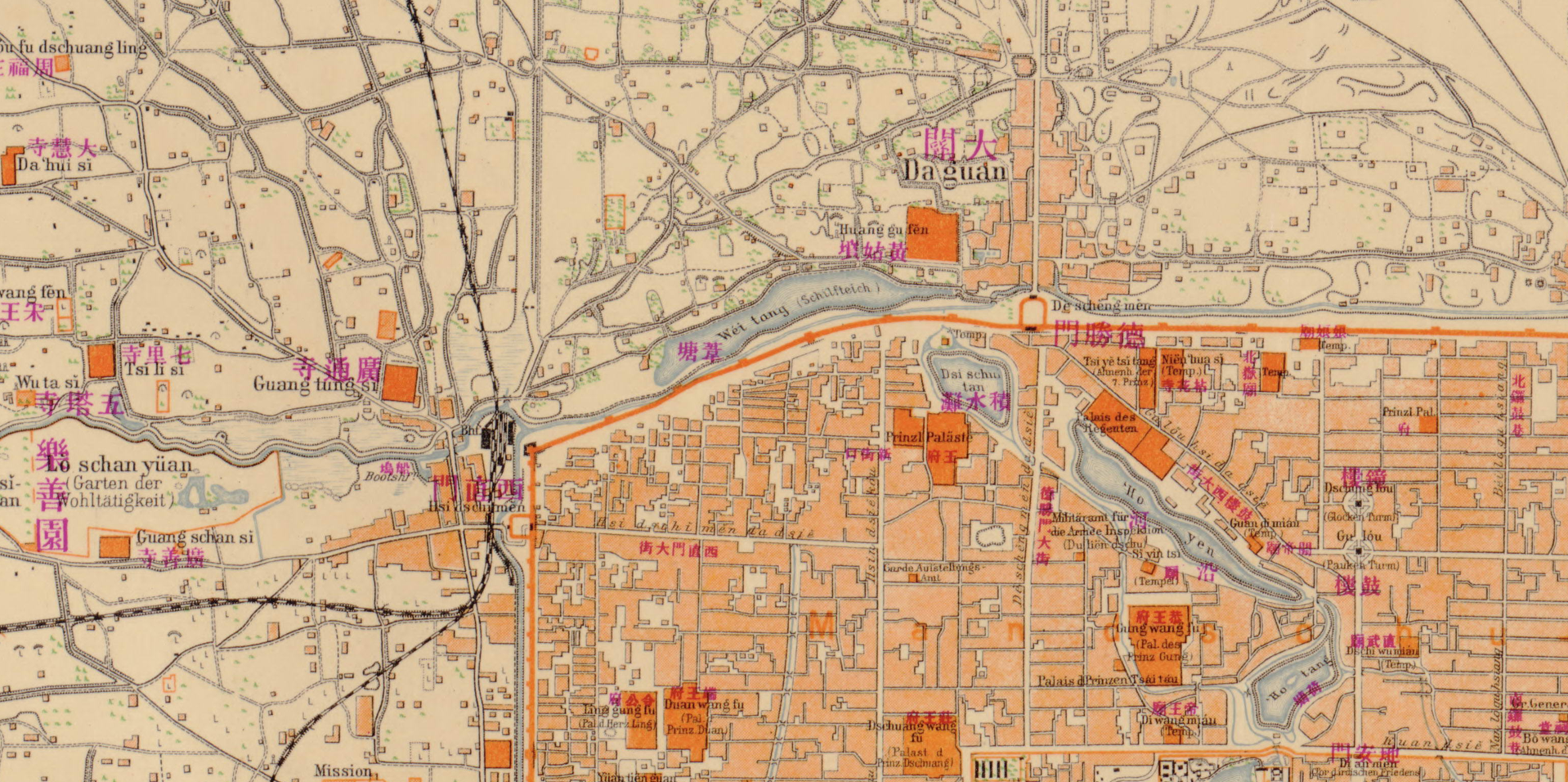
在1907年普鲁士土地测量局出版的《北京附地》中，记为「苇塘」

20世纪50年代末，北京城墙已被扒开了许多豁口。出新街口外豁口，过护城河上的木桥，即可见广阔的芦苇荡。夏季蚊蝇滋生、雨季交通不便，居民期待政府可仿照龙须沟改造此地。
1953年，政府组织附近群众疏浚苇塘，清除了周边芦苇与杂草，引入护城河水，修起环湖的道路，因位于南太平庄，故命名为太平湖。当时，太平湖是呈∞字形的人工园林，东西湖区由木拱桥分割，环境优美，湖心有种柳树的孤岛。电影《水上春秋》、《无名岛海战》《柳堡的故事》等影片的部分外景曾在此拍摄。
1966年初夏，北京市民为避免和“四旧”沾边，开始向太平湖中丢弃金鱼、字画、瓷器、自行车等物，后来发展成跳湖自杀。
1966年8月24日，老舍自沉于太平湖。其自杀动机可能和八二三事件有关，但众说纷纭。老舍当时家住灯市口，距太平湖并不近。其子舒乙考证认为，此地距老舍母亲晚年的住地（西直门大街西北角的观音庵胡同）较近；且老舍青年时曾任北郊劝学员，熟悉这一带。冰心则认为，老舍作品中好人大多姓李，姓李者多自杀，自杀多投水。
1972年修建环城地铁时，太平湖成为工程的渣土填埋场而填平，改建为地铁太平湖车辆段。
2005年，北京在北护城河综合治理工程中进行了所谓的“重现太平湖”规划。“新太平湖”并非在原先的北太平湖原址上复建，而是将北护城河西直门暗涵至新街口大街段拓宽改造而成。面积1万余平方米，水深1.3米。

## 小村
太平湖之西原为「小村」，是德胜门外至西直门外的必经处，今不存。1905年建京张铁路占去小村西部，日占时期建浅香轧钢厂（后改为北京第一轧钢厂，之后又为首钢第一线材厂，今改作居民区，不存）占去南部，1986年建西直门北大街。